# Анжеліка Ван Бюрен
Сара Анжеліка Ван Бюрен (уроджена Синглтон; 13 лютого 1818 — 29 грудня 1877) — невістка восьмого президента Сполучених Штатів Мартіна Ван Бюрена. Вона була одружена з сином президента Авраамом Ван Бюреном II. Анжеліка зайняла пост першої леді, оскільки дружина президента Ханна Ван Бюрен померла, і він більше не одружився. Вона наймолодша жінка, яка коли-небудь виступала в ролі господині Білого дому.

## Раннє життя
Сара Анжеліка Сінглтон народилася в Веджфілді, Південна Кароліна, 13 лютого 1818 року. Вона була четвертою з шести дітей, народжених Річардом Сінглтоном та його дружиною Ребеккою Тревіс Коулз.
Анжеліка здобула освіту в Колумбійській жіночій академії в Південній Кароліні та французькій школі мадам Грело у Філадельфії протягом п'яти років. Вона була популярною ученицею у мадам Грело, і школа дала їй можливість познайомитися з шороким колом відмих людей.

## Шлюб
У 1838 році Анжеліка разом зі своєю сестрою відвідала Вашингтон, округ Колумбія. Колишня перша леді Доллі Медісон, двоюрідна сестра матері Анжеліки Ребекки Тревіс Коулз, вирішила зіграти сваху і познайомила дівчат Синглтон із синами-холостяками президента Мартіна Ван Бюрена. Через вісім місяців Анжеліка Сінглтон вийшла заміж за Абрахама Ван Бюрена 27 листопада 1838 року, на його 31-й день народження в Веджфілді. Цей шлюб зміцнив зв'язки президента Ван Бюрена зі Старим Півднем.
Після весілля Ван Бюрен з великим успіхом взяла на себе обов'язки господині Білого дому.
На початку 1839 року пара здійснила тривалу подорож по Англії (де жила її тітка Саллі Коулз Стівенсон і дядько Ендрю Стівенсон, який був послом США у Великій Британії) та іншими європейськими країнами. Поїздка мала величезний успіх, і коли Ван Бюрен повернулася до Вашингтона, вона сподівалася привнести в Білий дім трохи європейського стилю. Анжеліка та інші почесні гості почали стояти на помості в Блакитній кімнаті, щоб вітати гостей на початку заходів Білого дому. Хоча послу Франції прийом сподобався, американцям — ні. Помост незабаром зняли.
У березні 1840 року Анжеліка народила подружжю першу дитину — дочку на ім’я Ребекка; через кілька місяців дитина померла. Після виходу з Білого дому у пари народилося четверо синів; вижили:
- Синглтон Ван Бюрен (1841–1885)
- Мартін Ван Бюрен II (1844–1885)
- Тревіс Коулз Ван Бюрен (1848–1889)

### Після президентства Ван Бюрена
Після того, як Мартін Ван Бюрен зазнав поразки на переобранні в 1840 році, Анжеліка та її чоловік жили в будинку Ван Бюренів у Лінденвальді в Кіндерхуку, штат Нью-Йорк, зимуючи в її сімейному будинку, Мелроуз Хаус, у Південній Кароліні. З 1848 року до своєї смерті вона жила в Нью-Йорку.

## Зовнішні посилання
- Біографія Анжеліки Ван Бюрен в блозі американських президентів
- Колекція Анжеліки Сінглтон Ван Бюрен [Архівовано 19 квітня 2022 у Wayback Machine.] в Університеті Південної Кароліни